# PAMELA
PAMELA (Payload for Antimatter Matter Exploration and Light-nuclei Astrophysics)
是一個在地球轨道卫星上架設的宇宙射線探測器模組。此探测器於2006年6月15日發射，是第一個運用衛星作载体的觀測宇宙射線的實驗。該實驗主要觀察的對象為宇宙射线中的反物質成分，比如正電子和反質子。其它任务包括長期監控太陽的对宇宙射线的调制作用，測量地球磁層中存在的的高能量粒子，以及氣體巨行星放出的電子。
此計畫也期望能夠觀測到暗物質在宇宙中湮滅的實質證據。

## 發展與發射
PAMELA是Wizard collaboration所建造的最大的實驗裝置。
該團體包括了美國、俄國、義大利、德國、瑞士等各國研究團隊，同時也著手於其它高空汽球和衛星的宇宙射線實驗，如：費米伽瑪射線空間望遠鏡（Fermi-Glast）。
這項重量 470 公斤、耗資 3200 萬美金的實驗儀器原先預計運作三年。不過該儀器模組已经運行了五年多的時間，對科學研究作出了重大貢獻。
PAMELA裝設在俄國衛星資源號-DK1的向上面。於2006年6月15日從白寇奴爾太空發射場搭乘火箭聯合號-FG升空。
Resurs-DK1繞行橢圓形軌道，軌道傾角為 70°，接近極軌道，高度在 350 到 610 公里之間。

## 儀器設計
設備總計 1.3 米高、總重 470 公斤，機械功率 335 瓦。
| 粒子種類             | 能量範圍                   |
| -------------------- | -------------------------- |
| 反質子流             | 80 MeV – 190 GeV           |
| 正電子流             | 50 MeV – 270 GeV           |
| 電子流               | 400 GeV 以下               |
| 質子流               | 700 GeV 以下               |
| 電子/正電子流        | 2 TeV 以下                 |
| 輕原子核（Z=6 以下） | 200 GeV 以下（單一原子核） |
| 輕同位素（D, 3He）   | 1 GeV 以下（單一原子核）   |
| 反原子核搜尋         | 靈敏度高於 10−7 反He/He    |

## 外部連結
- PAMELA 首頁（页面存档备份，存于）